# Millhouse LLC
Millhouse Capital UK Ltd  — російська холдингова компанія, в якій в наш час[коли?] генеральним директором є Роман Абрамович, діловий партнер Олега Дерипаски. Олігархи, чийому сходженню на популярність і багатство сприяли адміністрації Єльцина, дочка Єльцина Тетяна Дяченко і її чоловік.
Штаб-квартира компанії знаходиться в Лондоні.
Компанії були передані активи «Сибнафти» 88% акцій, «РусАлу» 50% акцій, «Аерофлоту» 26% акцій.
Активи, якими управляє Millhouse Capital, журнал Forbes оцінив у $ 19,2 млрд